# Fisher House Foundation

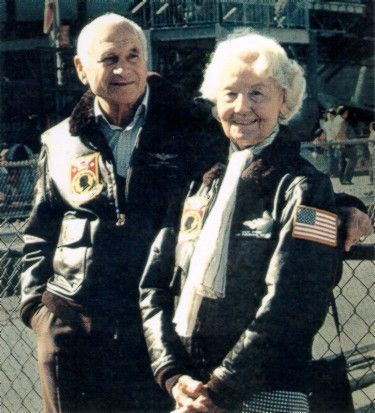
Zachary e Elizabeth Fisher

A Fisher House Foundation presta apoio humanitário aos membros do exército dos Estados Unidos e suas famílias, estabelecido por Zachary Fisher e sua esposa Elizabeth com o nome de Zachary and Elizabeth Fisher House. Aberto pela primeira vez em Bethesda, Maryland com o National Naval Medical Center em 24 de junho de 1990. 